# Giulia Moi
Giulia Moi (née le 24 mai 1971 à Cagliari) est une femme politique italienne, membre du Mouvement 5 étoiles.

## Biographie
Giulia Moi est diplômée en biologie à l'université de Cagliari et est titulaire d'un doctorat obtenu au King's College de Londres.
En 2010, elle était candidate aux élections provinciales de Cagliari sur la liste de l'Union populaire chrétienne.
Elle est élue député européen le 25 mai 2014. 